# Fritz Ritter (Bildhauer)
Fritz Ritter (* 5. Januar 1926 in Lodz) ist ein deutscher Bildhauer.

## Leben und Werk
Fritz (eigentlich Friedrich) Ritter studierte von 1949 bis 1953 Bildhauerei bei Heinrich Drake an der späteren Kunsthochschule Berlin-Weißensee und arbeitete danach als freischaffender Bildhauer in Ost-Berlin. Von 1955 bis 1957 war er Meisterschüler Drakes an der Deutschen Akademie der Künste. Danach arbeitete er in Berlin freischaffend als Bildhauer. Er erhielt vor allem öffentliche Aufträge und war bis 1990 Mitglied des Verbands Bildender Künstler der DDR.

## Werkbeispiele

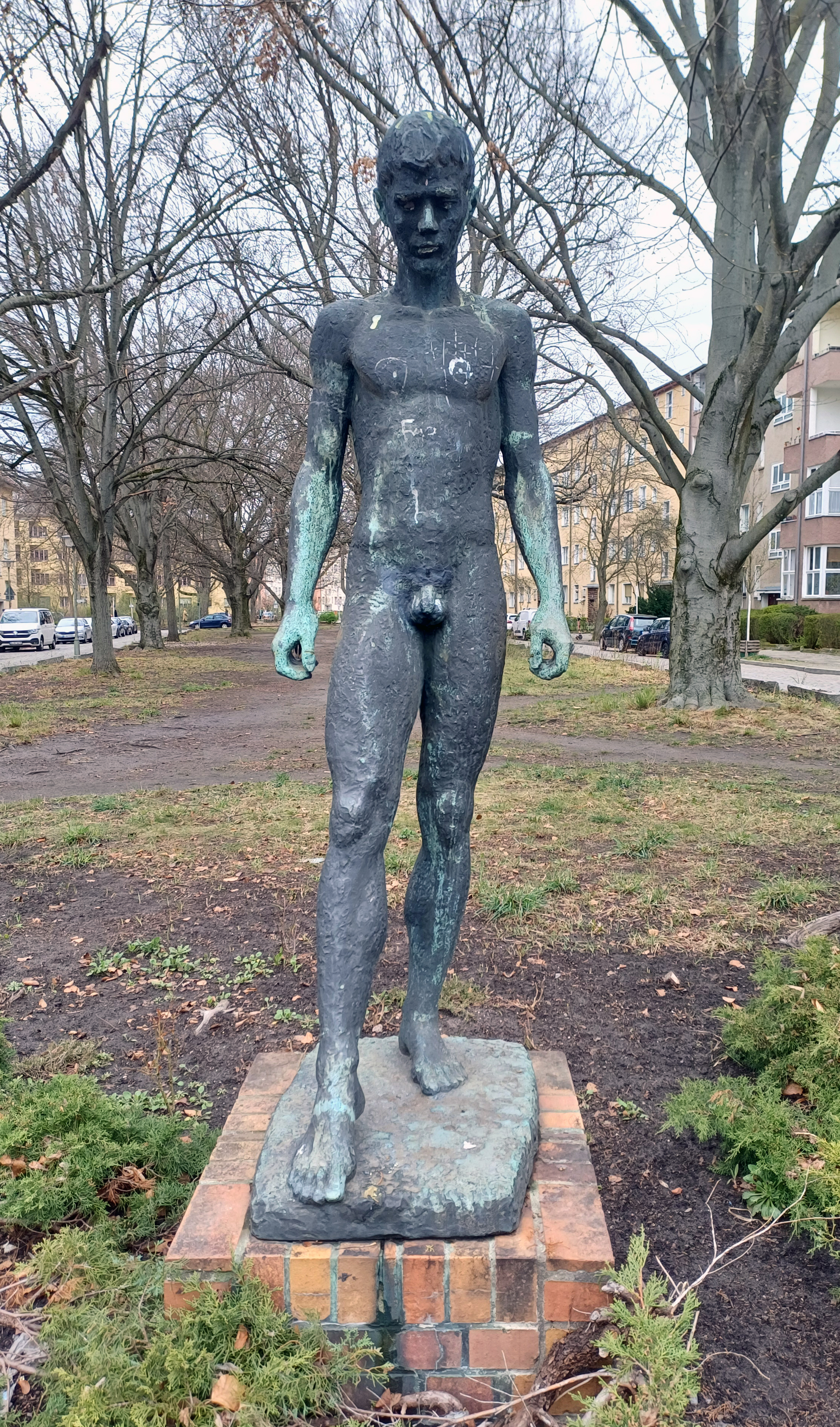
Sportler

- Lesende Kinder (1954/1955, Kalksandstein; Berlin, Kinderheim A.S. Makarenko)
- Planer (1956/1957, Sandstein; Berlin, Sparkasse in der Frankfurter Allee)
- Tänzer eines sowjetischen Armee-Ensembles (1958, Bronze, Höhe 40 cm)[1]
- Spielende Kinder (1961/1962, Bronze; Berlin, Grünfläche Storkower Straße)
- Schwimmer (1957, Bronze)
- Bäuerin (1959, Bronze, Höhe 69 cm; auf der Fünften Deutsche Kunstausstellung)
- Segelflieger (1960/1961, Zweifiguren-Gruppe, Bronze; Berlin, seit 1995 Grünfläche Syringplatz)[2]
- Polytechnischer Unterricht (1964/1966, Bronze; damalige Oberschule in der Smetanastraße)[3]
- Sportler (1974, Bronze; Berlin-Pankow, Grünfläche Kissingenstraße)[4][5][6]

## Teilnahme an zentralen und wichtigen regionalen Ausstellungen in der DDR
- 1961: Berlin, Akademie der Künste („DAK-Meisterschüler“)
- 1962/1963: Dresden, Fünfte Deutsche Kunstausstellung
- 1967: Leipzig („Bildnerische Etüden. 38 Kleinplastiken“)
- 1967: Berlin, Deutsche Akademie der Künste („Meisterschüler. Malerei, Graphik, Plastik“)
- 1973: Berlin, Treptower Park („Plastik und Blumen“)
- 1980: Berlin, Galerie am Prater („Retrospektive Berlin“)
- 1985: Erfurt, IGA-Gelände („Künstler im Bündnis“)